# アカシヤ (スーパーマーケット)
アカシヤは、かつて株式会社NEXT INNOVATIONが、運営していたスーパーマーケット。全日食チェーンに加盟。

## 沿革
- 安永10年/天明元年（1781年） - 明石屋 惣兵衛によりアカシヤの発祥となる「明石屋」が創業。
- 1947年（昭和22年） - 赤井 喜代蔵が大阪市東淀川区東淡路4丁目でスポーツ衣料品の小売業を開業。
- 1952年（昭和27年） - 株式会社アカシヤ設立。
- 1963年（昭和38年） - 本社ビルと淡路店を兼ねる「アカシヤビル」が完成。
- 1967年（昭和42年） - 支店第1号の守口店（守口市）が開店。
- 1996年（平成8年） - 赤井 健蔵が社長就任。
- 2011年（平成23年） - 淡路駅高架化工事に伴い、アカシヤビルを東淡路商店街1番街の東側入口付近へ移転・建て替え。
- 2018年（平成30年） - 赤井 大蔵が社長就任[3]。
- 2023年（令和５年）‐橘　佳慶が社長就任。
- 2025年（令和7年）
  - 1月21日 - 運営会社が株式会社アカシヤから株式会社NEXT INNOVATIONに変更[4]。
  - 5月7日 - 運営会社が倒産し、全店舗が閉店。[5]

## 過去に存在した店舗
- 南千里店（2010年（平成22年）11月閉店）
- 安堂寺店（2011年（平成23年）1月閉店）
- 尼崎杭瀬店（2013年（平成25年）3月閉店）
- 都島店（2013年（平成25年）6月閉店）
- 西田辺店（2013年（平成25年）11月閉店）
- 深江橋店（2014年（平成26年）9月閉店）
- 守口店（2020年（令和2年）3月閉店）
- 豊中浜店（2023年（令和5年）2月閉店）
- 山本店（2023年（令和5年）2月閉店）
- JR西宮駅前店（2025年（令和7年）1月閉店）
- 尼崎大庄店（2025年（令和7年）1月閉店）
- 淡路店（2025年（令和7年）5月7日閉店）[6]
- 枚方長尾店（2025年（令和7年）5月7日閉店）[7]